# Messa da Requiem (Sgambati)
La Messa da Requiem, op. 38, és una missa escrita per Giovanni Sgambati per commemorar la mort de Víctor Manuel II el 1895. Després fou revisada per la mort del rei Humbert I el 1901, dirigint-la el mateix compositor al Pantheon. Schotts va publicar l'obra el 1906.